# Vlado Matevski

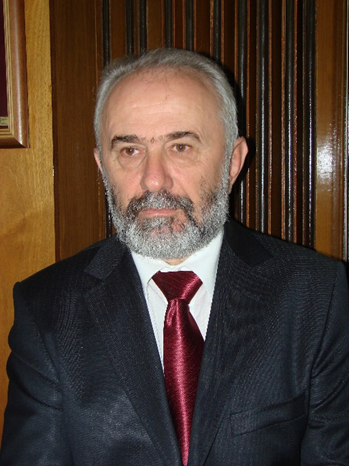
Vlado Matevski (2014)

Vlado Matevski (mazedonisch Владо Матевски; * 4. Dezember 1953 in Golemo Crsko bei Kičevo, Jugoslawien) ist ein nordmazedonischer Botaniker.
Sein botanisch-mykologisches Autorenkürzel lautet „Matevski“.

## Leben
Vlado Matevski studierte von 1972 bis 1982 Biologie an der Universität Skopje und promovierte dort 1987 bei Kiril Micevski mit einer Dissertation zum Thema Taxonomie und Chorologie der Thymiane der Sektion Marginati A.Kern. in der Flora der SR Mazedonien. Zwischen 1979 und 1985 hatte er mehrere Forschungsaufenthalte am Naturhistorischen Museum Wien.
An der Universität Skopje war er ab 1988 Assistenzprofessor, ab 1993 außerordentlicher Professor für Systematik und Phylogenese der Gefäßpflanzen; seit 1998 ist er ordentlicher Professor.
Er ist, teils gemeinsam mit weiteren Autoren, Erstbeschreiber von mehr als 25 auf dem Balkan heimischen Pflanzenarten. Für Forschungsprojekte arbeitet er regelmäßig mit dem Biologischen Institut Jovan Hadži der Slowenischen Akademie der Wissenschaften und Künste zusammen.
Seit 2009 ist er ordentliches Mitglied der Mazedonischen Akademie der Wissenschaften und Künste, seit 2013 Mitglied der Europäischen Akademie der Wissenschaften und Künste.

## Veröffentlichungen (Auswahl)

### Monographien
- Florata na planinskiot masiv Dobra Voda (Die Flora des Gebirgsmassivs Dobra Voda), 1995
- Flora and vegetation of the Macedonian Steppe, 2008, ISBN 9789612541057

### Artikel in Zeitschriften und Büchern
- (mit Andraž Čarni): Comparison of short-lived ruderal vegetation of the inland and coastal regions in the southern part of the Balkan peninsula. in: Fitosociologia (ISSN 1120-4605), Jg. 42.2005, S. 97–107
- (mit Andraž Čarni): Impact of Climate Change on Mountain Flora and Vegetation in the Republic of Macedonia (Central Part of the Balkan Peninsula), in: Münir Öztürk u. a. (Hrsg.): Climate Change Impacts on High-Altitude Ecosystems, 2015, ISBN 978-3-319-12858-0, S. 189–213

### Als Herausgeber
- (als Hrsg., mit Kiril Micevski): Flora na Republika Makedonija (Flora der Republik Mazedonien), 1985 ff. (bisher 7 Bände, der 1. Band erschien unter dem Titel Flora na SR Makedonija)
- (als Hrsg., mit Andraž Čarni u. a.): Forest vegetation of the Galičica mountain range in Macedonia, 2011, ISBN 9789612543136
- (als Hrsg., mit Armin Jähne): Wissenschaft und Kunst 2. Wissenschaftliche Konferenz. Ohrid, 20–21 September 2015, Leibniz-Sozietät der Wissenschaften zu Berlin, Mazedonische Akademie der Wissenschaften und Künste, 2018, ISBN 978-608-203-229-0 (zweisprachig deutsch und mazedonisch)
- (als Hrsg.): Zagaduvanjeto na gradovite vo Republika Makedonija. Koi se rešenijata? (Die Luftverschmutzung in den Städten der Republik Mazedonien. Was sind die Lösungen?), 2019, ISBN 978-608-203-254-2